# 不知道也無妨
《不知道也無妨》是日本電視台於2020年1月8日至2020年3月11日播出的電視劇。以週刊雜誌編輯部為舞臺的工作系人性劇，採一集完結方式，內容都以現代社會時事性高的話題為主題，描寫主角真壁凱特在工作跟愛情，也因為從故事的推進而不斷成長的故事。

## 概要
《週刊East》的女記者真壁凱特(吉高由里子)飾，同時擁有不錯的工作以及愛情。 某一天她的母親突然去世。 在生命的盡頭的母親跟她說「妳父親是基奴李維」，而在此之前她從未見過自己的父親。 在故事的過程之中她逐漸發現了自己的身世之謎，而她的人生似乎也開始產生了變化。

## 演員

### 主要人物

#### 「週刊East」編輯部
- 真壁凱特〈32〉：吉高由里子飾主演。黑川組特集班/記者
- 尾高由一郎〈35〉：柄本佑飾凱特的前男友，現為編輯部的動物攝影師
- 野中春樹〈28〉：重岡大毅飾凱特的現任男友/東山組連載班
- 岩谷進 ：佐佐木藏之介飾總編輯
- 黒川正彦 ：山内圭哉飾黑川組特集班組長
- 小野寺明人：今井隆文飾黑川組特集班 編輯
- 倉橋朋美 ：小林樹奈子飾倉橋組特集班
- 小泉愛花 ：關水渚飾東山組連載班 編輯
- 鮫島裕二 ：和田聰宏飾鮫島組特集班
- 柴崎・伍迪・健太 ：渡邊邦斗飾內山組WEB班
- 田淵隆太 ：粟島瑞丸飾田淵組印刷班
- 佐藤幸彦 ：森田甘路飾黑川組特集班 編輯
- 福西彰 ：淵野右登飾黑川組特集班
- 木嶋涼太 ：永野宗典飾鮫島組特集班
- 小林英明 ：岡部尚飾倉橋組特集班
- 市川武 ：涉谷謙人飾田淵組印刷班
- 內山英嗣 ：今里真飾內山組WEB班
- 東山秀則 ：本多力飾東山組連載班 組長
- 里見花乃 ：宮寺智子飾編輯部庶務系

#### 其他人物
- 尾高美穗 ：原史奈飾尾高由一郎的妻子
- 真壁杏南 ：秋吉久美子飾真壁凱特的母親
- 乃十阿徹 ：小林薫飾推動整個故事的神祕男子

### 分集人物

#### 第1話
- 淺井經理 ：玄覺悠子飾
- 多賀笑子 ：倍賞美津子飾

#### 第2話
- 山際篤夫 ：江成和己飾
- 笹野明奈 ：市川由衣飾

#### 第3話
- 河原巽 ：大貫勇輔飾
- ミミコ近藤 ：篠井英介飾
- 菅井 ：大河内浩飾

#### 第4話
- Jesus富岡 ：新納慎也飾
- 中島光 ：長野里美飾
- 生方康三 ：及川以造飾
- 神崎光一 ：田中聰元飾
- 生田 ：望月理恵飾（第9話）

#### 第5話
- 沖田秀則 ：勝野洋飾
- 長谷部 警察 ：清水伸飾
- 石川 律師 ：小須田康人飾

#### 第6話
- 高村 律師 ：平田満飾（第9話）
- 櫻庭洋介〈35〉：田村健太郎飾
- 櫻庭和美 ：三倉茉奈飾（第7話）
- 吉澤文香〈26〉：佐津川愛美飾

#### 第7話
- 丸山 ：西村雅彥飾
- 笹美鈴 ：小澤真珠飾
- 江川直之 ：岡山一飾（第7話）
- 伊地知悟 ：寺井義貴飾（第8話）

#### 第8話
- 相田依子 ：遠藤久美子飾
- 相田正司 ：住田隆飾
- 石森 副社長 ：大高洋夫飾

#### 第9話
- 荒牧 ：三船海斗飾
- 小瀧薰 ：小林樹奈子飾（一人飾兩角）
- 平岩 社長 ：篠塚勝飾

#### 第10話
- 戶倉聰 ：橋本淳飾
- 乃十阿徹事件受害者遺族 ：山本龍二飾

## 製作
- 編劇 ： 大石静
- 製作人 ： 西憲彥
- 導演 ： 狩山俊輔、塚本連平、久保田充、内田秀實
- 音樂 ： 平野義久
- 製作協力 ： k：factory
- 製作 ： 日本電視台

## 播放日期、標題、收視率
| 集數                                | 播放日期      | 日文標題 | 收視率 | 演出     |
| ----------------------------------- | ------------- | -------- | ------ | -------- |
| 第1集                               | 2020年1月8日  |          | 9.4%   | 狩山俊輔 |
| 第2集                               | 2020年1月15日 |          | 8.9%   | 狩山俊輔 |
| 第3集                               | 2020年1月22日 |          | 10.3%  | 塚本連平 |
| 第4集                               | 2020年1月29日 |          | 9.1%   | 久保田充 |
| 第5集                               | 2020年2月5日  |          | 8.7%   | 狩山俊輔 |
| 第6集                               | 2020年2月12日 |          | 8.4％  | 塚本連平 |
| 第7集                               | 2020年2月19日 |          | 9.5％  | 内田秀實 |
| 第8集                               | 2020年2月26日 |          | 9.8%   | 内田秀實 |
| 第9集                               | 2020年3月4日  |          | 10.1%  | 塚本連平 |
| 第10集                              | 2020年3月11日 |          | 10.6%  | 狩山俊輔 |
| 平均收視率9.5%（收視調查‧關東地區） |               |          |        |          |

## 外部連結
- （日語）官方網站 （页面存档备份，存于）
  - 【公式】「知らなくていいコト」的X（前Twitter）
  - 【公式】新水曜ドラマ「知らなくていいコト」的Instagram帳戶
- （繁體中文）不知道也無妨 WakuWaku Japan官方網站 （页面存档备份，存于）

## 節目的變遷
| 日本 日本電視台 每週三 22:00~22:54    | 日本 日本電視台 每週三 22:00~22:54      | 日本 日本電視台 每週三 22:00~22:54 |
| ------------------------------------- | --------------------------------------- | ---------------------------------- |
|                                       | 不知道也無妨 （2020年1月8日 - 3月11日） |                                    |
| 同期的櫻 （2019年10月9日 - 12月18日） | 派遣女王2 （2020年6月17日－8月5日）     |                                    |

| WakuWaku Japan 每週六 23:00~24:00 3月26日 23:30~24:30（第10集）                                                          | WakuWaku Japan 每週六 23:00~24:00 3月26日 23:30~24:30（第10集） | WakuWaku Japan 每週六 23:00~24:00 3月26日 23:30~24:30（第10集） |
| --- | --------------------------------------------------------------- | --------------------------------------------------------------- |
| | 不知道也無妨 （2022.01.29 - 2022.03.26）                        |                                                                 |
| 阿Q冒險中（重播） （22:10~23:10） （2022.01.08 - 2022.01.22） （1月29日起改為21:00~22:00）戀愛心機又怎樣 （23:10~24:10） | （頻道停播，2022.04.01起）                                      |                                                                 |